# Referéndum sobre el sufragio femenino en Suiza de 1971
El 7 de febrero de 1971 se celebró en Suiza un referéndum sobre la introducción del sufragio femenino. Solo se permitió votar a los hombres y el resultado fue que el 65,7% votó a favor de la introducción. Se esperaba el resultado, ya que varios cantones habían introducido el sufragio femenino en los años anteriores, y el gobierno suizo y varios partidos políticos apoyaron activamente el sufragio femenino. Fue el segundo referéndum nacional después de uno en 1959, en el que los hombres votaron en contra de la introducción del sufragio femenino.

## Trasfondo
En Suiza, el sufragio femenino se exigió en Zúrich en 1868, cuando las mujeres también querían tener voto en la revisión de la constitución cantonal. Después de que la demanda fuera rechazada, las trabajadoras establecieron la Asociación de Mujeres Trabajadoras que en 1893 repitió la demanda del sufragio femenino. En 1909 se estableció la Asociación Suiza para el Sufragio Femenino, Su objetivo era lograr un sufragio femenino completo y no solo restringido en cuestiones religiosas o educativas. Al aspirar a un sufragio femenino nacional, se hicieron dos intentos; un postulado elaborado en el Consejo Nacional (la cámara baja del Parlamento suizo) fue presentado al Consejo Federal en 1919, y en 1929, con el apoyo del Partido Socialdemócrata de Suiza y la Asociación Suiza para el Sufragio Femenino y una petición con más de 200.000 firmas exigieron también el sufragio femenino. Ambos intentos fueron fallidos. El Consejero Federal Heinrich Häberlin finalmente dejó el proyecto del sufragio femenino a su sucesor. Después de varios referéndums cantonales sobre el sufragio femenino en la década de 1940, el resultado fue negativo; en 1951, el Consejo Federal consideró que no era el momento adecuado para un referéndum nacional sobre el sufragio femenino. Después de esto, se realizaron encuestas sobre las mujeres en relación con el sufragio femenino en Basilea-Ciudad, Ginebra y Zúrich, en las que la gran mayoría de las mujeres apoyaban el sufragio femenino. En 1957, el Consejo Federal revisó sus dudas sobre el sufragio femenino y lo apoyó abiertamente. Finalmente, se llevó a cabo un referéndum nacional en 1959 que resultó en que los hombres votaran en contra del sufragio femenino. La Federación de las mujeres suizas contra el sufragio femenino fue establecida por el Comité de mujeres suizas contra el sufragio femenino. Cuando las maestras de una escuela secundaria para niñas en Basilea se declararon en huelga debido al resultado, algunos lo vieron como una prueba de que las mujeres no estaban preparadas para la democracia.

## Referéndum de 1971
En 1968, las Naciones Unidas declararon el Año Internacional de los Derechos Humanos. Cuando en 1968 el Consejo Federal quiso firmar la Convención Europea de Derechos Humanos con la exclusión del sufragio femenino, las asociaciones de mujeres se opusieron enérgicamente a este objetivo. En marzo de 1969, miles de mujeres fueron conducidas por Emilie Lieberherr a la Plaza frente al Palacio Federal, donde exigieron el sufragio femenino. El Consejo Federal preveía un nuevo referéndum sobre el sufragio femenino; el Consejero Federal Ludwig von Moos incluso vio el sufragio femenino como un «requisito democrático».

### Campaña por el no
La Federación de las mujeres suizas contra el sufragio femenino, a través de Gertrud Haldimann e Ida Monn-Krieger, todavía hizo campaña contra el sufragio pero sus aliados retiraron su apoyo con el tiempo. También los políticos conservadores católicos comenzaron a apoyar el sufragio femenino. Unos días antes del referéndum, Haldimann participó en un panel en el casino de Wohlen con representantes de varios partidos y Trudi Gerster, una destacada partidaria del sufragio femenino y también miembro electa del Gran Consejo de Basilea.

### Campaña por el sí
Para la campaña del sí, la Asociación para el Sufragio Femenino fue una de las principales activistas. Migros, la empresa minorista más grande del país, también fue un factor destacado en la campaña. La empresa formó un comité en apoyo del referéndum dentro de la empresa, imprimió bolsas que publicitaban la campaña del sí y publicó artículos de apoyo en su revista propiedad de la empresa, que con una tirada de más de 600.000 ejemplares era una de las más grandes de Suiza en ese momento. También Coop, otro minorista importante de Suiza, apoyó la campaña del sí, pero de manera menos prominente.

### Referéndum
El referéndum tuvo lugar el 7 de febrero de 1971 y el resultado fue que una mayoría del 65,7% aprobó el sufragio femenino. Se esperaba la aprobación ya que varios cantones habían aprobado el sufragio femenino en los años anteriores.
| Elección                           | Voto popular | Voto popular | Cantones | Cantones | Cantones |
| Elección                           | Votos        | %            | Lleno    | Medio    | Total    |
| ---------------------------------- | ------------ | ------------ | -------- | -------- | -------- |
| A favor                            | 621,109      | 65.7         | 14       | 3        | 15.5     |
| En contra                          | 323,882      | 34.3         | 5        | 3        | 6.5      |
| Votos en blanco                    | 8,600        | –            | –        | –        | –        |
| Votos inválidos                    | 1,730        | –            | –        | –        | –        |
| Total                              | 955,321      | 100          | 19       | 6        | 22       |
| Votantes registrados/participación | 1,654,708    | 57.7         | –        | –        | –        |
| Fuente:                            |              |              |          |          |          |

## Secuelas
El día después del referéndum, un tabloide importante de Suiza, Blick, lucía el titular 'Gracias por las rosas' en la primera plana acompañado de una mujer rubia desnuda recibiendo rosas de manos de un hombre. Tras el referéndum, varios cantones introdujeron el sufragio femenino, pero no todos. Appenzell Rodas Exteriores introdujo el sufragio femenino cantonal en abril de 1989, pero Appenzell Rodas Interiores lo rechazó nuevamente y solo lo introdujo en noviembre de 1990, luego de un fallo del Tribunal Federal.